# Grillad
För matlagningsmetoden, se Grillning.
Grillad var ett svenskt humorprogram från 2009 som visades på SVT. Programmet gick ut på att en grupp komiker häcklar en inbjuden gäst och varandra, även kallat roast, ett från början amerikanskt programformat. Gästen hade med sig en eller ett antal vänner, som också fick vara med och roasta. Programledare och "grillmästare" var Thomas Järvheden.

## Avsnitt

### Avhoppen
Efter att första programmet spelats in valde Claes Malmberg och Lennie Norman att hoppa av serien. I samma veva valde tre av gästerna (Måns Zelmerlöw, E-Type och Carl Jan Granqvist) även att inte medverka i serien. Två inspelade program sändes aldrig; gästerna i dessa program var Peter Harryson och Alex Schulman. 
Till hösten samma år och våren ett år senare sände Kanal 5-serien "Roast på Berns", som hade ett liknande upplägg som Grillad.